# II Corpo polacco
Il II Corpo polacco (in polacco Drugi Korpus Wojska Polskiego o 2 Korpus Polski), attivo dal 1943 al 1947, fu una grande unità tattica e operativa dell'Esercito polacco dipendente dal governo polacco in esilio durante la seconda guerra mondiale. Il suo comandante fu il tenente generale Władysław Anders e durante il 1945 la sua dimensione era arrivata a oltre 75.000 effettivi.

## Storia
Dopo la firma dell'accordo militare russo-polacco del 14 agosto 1941, venne costituito un esercito polacco sul suolo sovietico. Il primo comandante, generale Michał Tokarzewski, iniziò il compito di formare questo esercito nella città sovietica di Tockoe il 17 agosto. Il comandante prescelto dal generale Władysław Sikorski per guidare infine il nuovo esercito, generale Władysław Anders, era stato appena rilasciato dalla prigione della Lubjanka a Mosca il 4 agosto e non diede i suoi primi ordini o annunciò la sua nomina come comandante prima del 22 agosto. Questo esercito sarebbe cresciuto nei due anni successivi e avrebbe poi fornito il grosso delle unità e truppe del Secondo corpo polacco.

La bandiera polacca sventola sulle rovine dell'abbazia di Montecassino

Il corpo venne creato nel 1943 raggruppando varie unità polacche combattenti a fianco degli Alleati in tutti i teatri di guerra. La 3ª divisione fanteria "Carpazi" venne formata in Medio Oriente da unità minori combattenti polacche in Egitto e a Tobruk, oltre che da quelle provenienti dall'esercito polacco nell'est che era stato evacuato dall'URSS attraverso il cosiddetto corridoio persiano. La sua creazione era basata sull'Allied Forces Act britannico del 1940 che permetteva alle unità alleate del governo in esilio della Polonia di essere raggruppate in un unico teatro di guerra. Comunque il comando britannico non acconsentì mai a incorporare la Forza Aerea Polacca nel corpo così creato.
Nel 1944 il corpo venne trasferito dall'Egitto all'Italia, dove divenne una parte indipendente dell'8ª Armata britannica sotto il generale Oliver Leese. A questa data era forte di circa 50.000 uomini, ma soffrì elevate perdite nella feroce quarta battaglia di Cassino del maggio 1944, durante la quale anche le unità di retrovia e di supporto furono gettate nello scontro: al generale Anders fu caldeggiato il ritiro delle sue unità perché potessero ricostituirsi e riorganizzarsi. Tuttavia l'Unione Sovietica aveva rotto ogni contatto diplomatico con il governo in esilio della Polonia a Londra e impedito ai polacchi ancora in Russia di lasciare il paese; quindi Anders decise che le nuove reclute potevano essere tratte solo dai campi di concentramento e prigionia tedeschi.
Il Corpo ebbe modo di distinguersi nella battaglia di Ancona, liberata il 18 luglio 1944, e nel corso dell'operazione Olive, che intaccò seriamente il settore orientale della Linea Gotica nel settembre 1944. In particolare, il Corpo, risalita la valle del Tevere, superò la cresta appenninica, raggiungendo i dintorni di Forlì: il 28 ottobre 1944, data simbolicamente significativa in quanto anniversario della marcia su Roma, conquistò la cittadina di Predappio (dove era nato Mussolini), conseguendo un successo di notevole valore propagandistico. In seguito, il Corpo pose la propria base a Forlì, liberata dagli Inglesi il 9 novembre dello stesso anno.

Al 1945 le nuove unità composte da soldati liberati o che avevano disertato l'esercito tedesco, dove si erano arruolati più o meno spontaneamente, incrementarono le dimensioni del Secondo Corpo a circa 75.000 uomini; di questi, 20.000 furono trasferiti ad altre unità polacche che combattevano sul fronte occidentale. Con questi effettivi il Secondo Corpo partecipò alla battaglia di Bologna, parte dell'offensiva di primavera del marzo 1945. Tra l'autunno 1945 e l'estate 1946 un contingente polacco svolse le funzioni di truppa di occupazione a Sansepolcro, in Valtiberina; al termine di questo periodo don Duilio Mengozzi, presidente della sezione diocesana della Pontificia Commissione Assistenza Profughi (istituzione esistente prima che venisse fondata la P.O.A.), scrisse al comandante polacco: 
a nome della Pontificia Commissione di Assistenza che rappresento, porgo Signor Maggiore, il mio più cordiale saluto alle truppe in partenza.
La comunanza di sentimenti, di Fede, di Ideali, ha fatto si che i nostri cuori vibrassero all’unisono, mentre eravate circondati da freddezza e forse da ostilità.
Se qualche cosa di bene si è potuto fare in mezzo a queste disgraziate popolazioni da parte della P.C.A., se tempestivamente abbiamo potuto far giungere i soccorsi nei luoghi più malagevoli, lo dobbiamo a Lei Signor Comandante, che sempre è venuto incontro alle nostre diuturne e insistenti richieste. Ora era la legna che veniva trasportata, ora erano i viveri che venivano scaricati nei punti più lontani della Diocesi, ora era l’acqua benefica che veniva immessa nei serbatoi delle colonie esausti per la siccità, e tutto questo fino a ieri vigilia della partenza.
La vostra assenza sarà per noi un vuoto, il vuoto dei fratelli buoni che nella sventura fanno meno sentire il peso.
Abbandonando la nostra bella, ma pur tanto infelice Patria, vi segua il nostro affetto, la nostra riconoscenza, il nostro augurio.
Vi abbiamo amati e vi amiamo perché infelici al pari di noi, Vi ringraziamo dei benefici arrecati ai più miseri tra noi, il nostro augurio sia quello di potervi sapere un giorno felici sotto il Vostro tetto, protetti dalla Vostra gloriosa Bandiera.
Vi seguano in benedizione, il sorriso dei nostri bimbi beneficati, la prece dei nostri poveri aiutati.
Che Iddio benedica, salvi, protegga sempre il Vostro Paese.
Viva la Polonia.
Coi sensi della più profonda stima»
.
Alla conclusione della seconda guerra mondiale in Europa in maggio, le divisioni polacche rimasero in Italia per garantire l'ordine fino al 1946, quando furono trasportate in Gran Bretagna e lì smobilitate. Nel giugno 1946, Anders aveva offerto le proprie truppe a Umberto ⅠⅠ dopo la grande confusione che seguì il referendum del 2-3 giugno 1946. Il sovrano, tuttavia, rifiutò l'offerta volendo scongiurare in ogni modo il rischio di una nuova guerra civile in Italia. A quella data, il numero totale di militari del Secondo corpo polacco era di 103.000. La maggioranza dei soldati rimase in esilio e si stabilì in Gran Bretagna. Il corpo godette di un'alta reputazione e fu molto apprezzato dalle truppe americane e del Commonwealth con le quali combatté.
Negli anni 1947-1948 723 soldati del Corpo che vivevano nelle terre di confine polacche prima della guerra e Polesie andarono al Campo 312 per prigionieri di guerra liberati e cittadini internati a Grodno (i dati sopra riportati non includono i soldati che tornarono nel 1946 e transitarono per il campo di Vilnius, e anche soldati che tornarono individualmente dopo il 1948). Dei 723 soldati che erano passati per il campo di Grodno, 327 prestarono servizio in 2 KP, di cui 111 in 3 DSK e 159 in 5 KDP. La notte tra il 31 marzo e il 1 ° aprile 1951, i funzionari della sicurezza dell'URSS procedettero agli arresti di massa e alle deportazioni di soldati PES in Occidente con le loro famiglie nella regione di Irkutsk . La deportazione implicava la confisca dei beni e la revoca delle decorazioni di combattimento. In totale, 888 soldati e 3632 membri della famiglia dell'area BSRR e 49 soldati dell'area LSRR furono esiliati. Nel 1956, ai deportati fu permesso di tornare dall'esilio. Nel 1958, 1.152 soldati e i loro familiari rimasero nella regione di Irkutsk. La maggior parte dei deportati tornò in Polonia nel 1961.

## Composizione

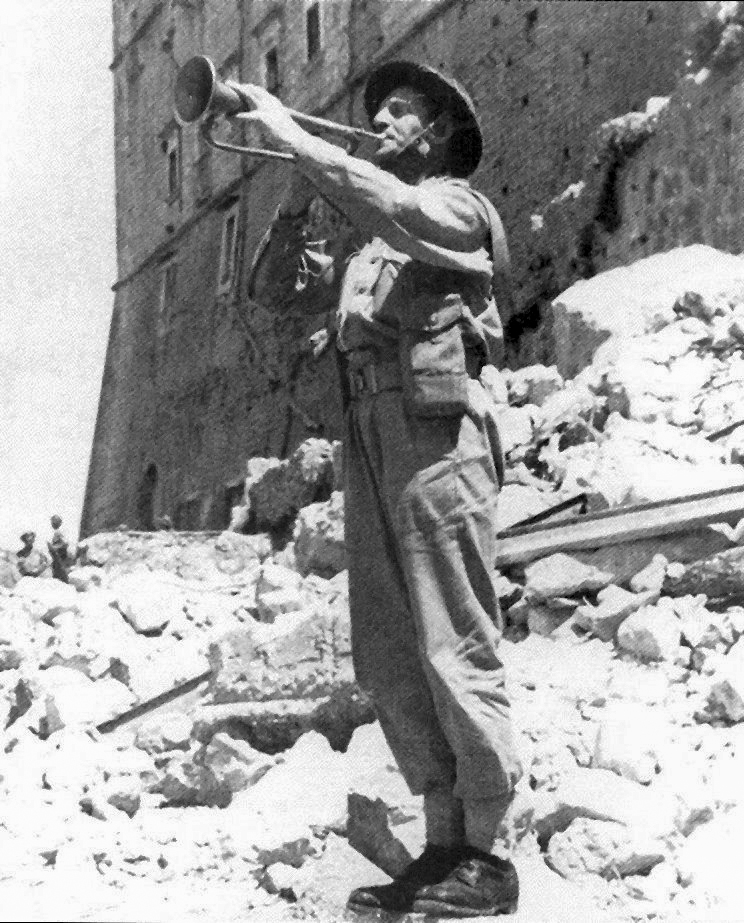
Un soldato polacco suona la Hejnał Mariacki alle rovine del monastero di Monte Cassino

Nel maggio 1945 il Secondo Corpo contava 55.780 uomini e circa 1.500 donne dei servizi ausiliari; nel Corpo si trovava anche un orso bruno chiamato Wojtek. La maggior parte di tali forze era formata da cittadini polacchi che, durante l'annessione della Polonia orientale (Kresy Wschodnie) all'Unione Sovietica, erano stati arrestati dall'NKVD e inviati nei gulag. Con l'avvio dell'operazione Barbarossa e poi con l'accordo Sikorski-Majskij (1941), molti furono rilasciati e fu permesso loro di entrare in un ricostituito esercito polacco che si stava formando nella Russia meridionale e in Kazakistan; tuttavia motivazioni politiche indussero Stalin a ritirare il proprio supporto alla creazione di un apparato bellico polacco sul proprio territorio e ne ridusse quindi l'afflusso di rifornimenti: come risultato, il generale Władysław Anders, comandante delle divisioni polacche, portò le proprie truppe nel protettorato britannico dell'Iran e nell'Iraq di recente occupato dal Regno Unito. Da qui i polacchi furono spostati nel mandato britannico della Palestina, dove si unirono alla 3ª divisione di fanteria "Carpazi", composta principalmente da soldati polacchi che al termine della campagna di Polonia erano fuggiti nel Libano francese attraverso l'Ungheria e la Romania.
La maggior parte degli uomini proveniva dai voivodati orientali della Polonia con i confini pre-1939: per lo più di etnia polacca, erano presenti anche, in particolare, ebrei, bielorussi e ucraini. Durante il periodo passato nel mandato palestinese, il Secondo Corpo fu percorso da un'ondata di diserzione tra i soldati ebraici, che si univano al movimento paramilitare Haganah; tra costoro vi fu Menachem Begin, futuro Primo ministro dello stato israeliano, che aderì all'Irgun. Il generale Anders decise tuttavia di non rintracciare e punire i disertori.
L'armamento al 1945 era il seguente:
- 248 pezzi d'artiglieria
- 288 cannoni controcarro
- 234 cannoni antiaerei
- 264 carri armati
- 1.241 veicoli blindati da trasporto personale
- 440 autoblindo
- 12.064 automobili, Bren Gun Carrier e camion

## Perdite
Durante la campagna d'Italia il corpo perse 11.379 uomini, di cui 2.301 furono uccisi in battaglia, 8.543 furono feriti e 535 risultarono dispersi. Diversi caduti si registrarono anche fra i numerosi italiani che si erano arruolati volontari nelle truppe polacche: fra loro la medaglia d'oro al valor militare e croce al merito di guerra Michele Arcangelo De Palo, colpito a morte nelle Marche mentre proteggeva il proprio comandante ferito.

## Ordine di battaglia

Emblema del 2º corpo d'armata polacco.

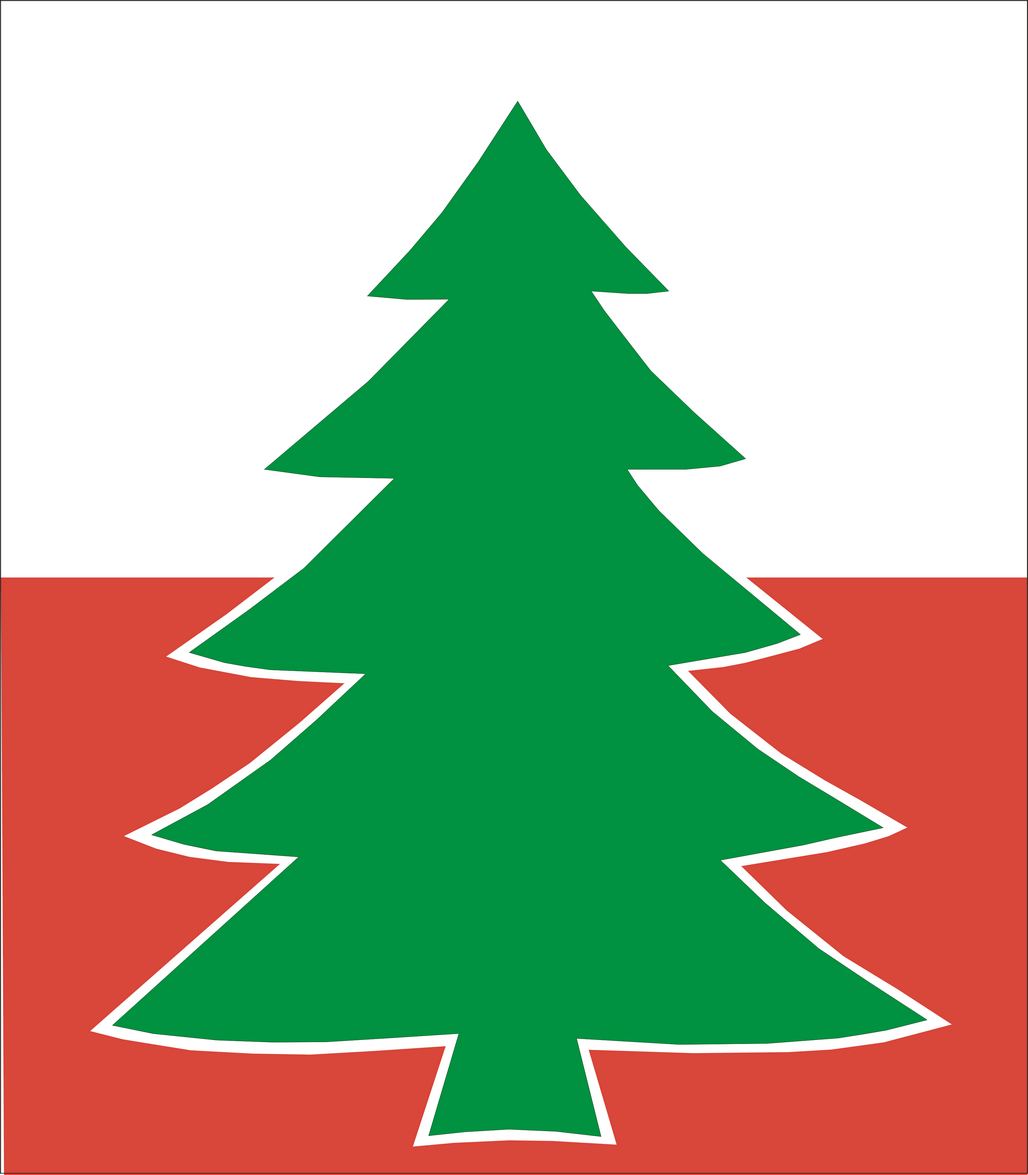
Emblema della 3ª divisione "Cacciatori dei Carpazi".

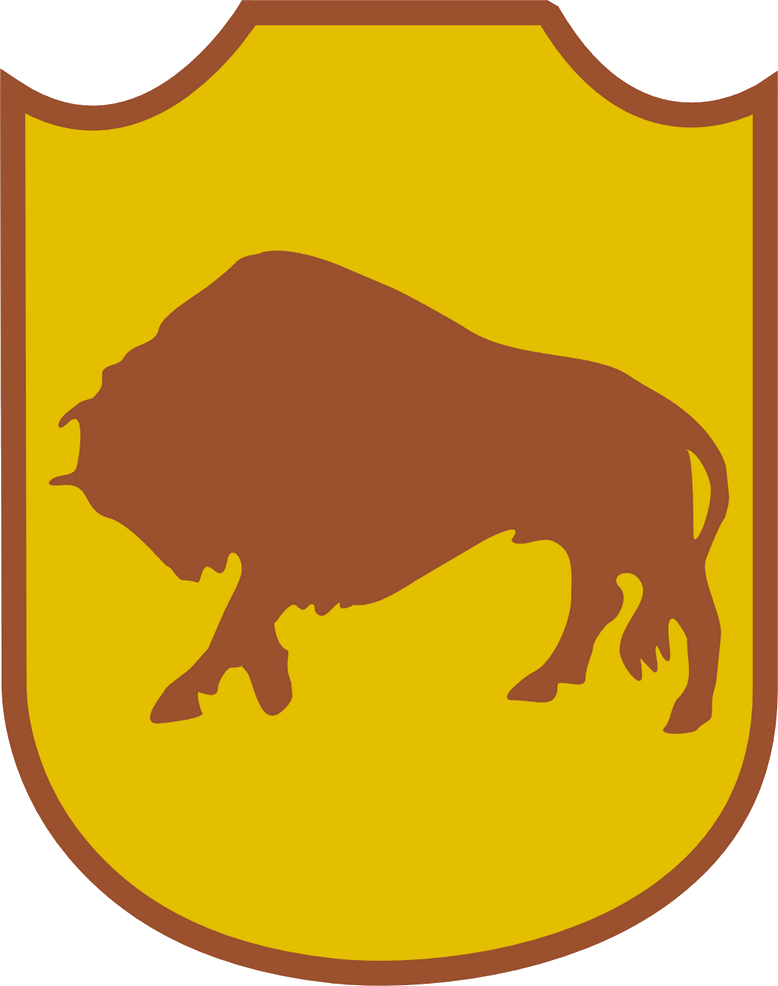
Emblema della 5ª divisione fanteria di frontiera.

Emblema della 2ª divisione corazzata "Varsavia".

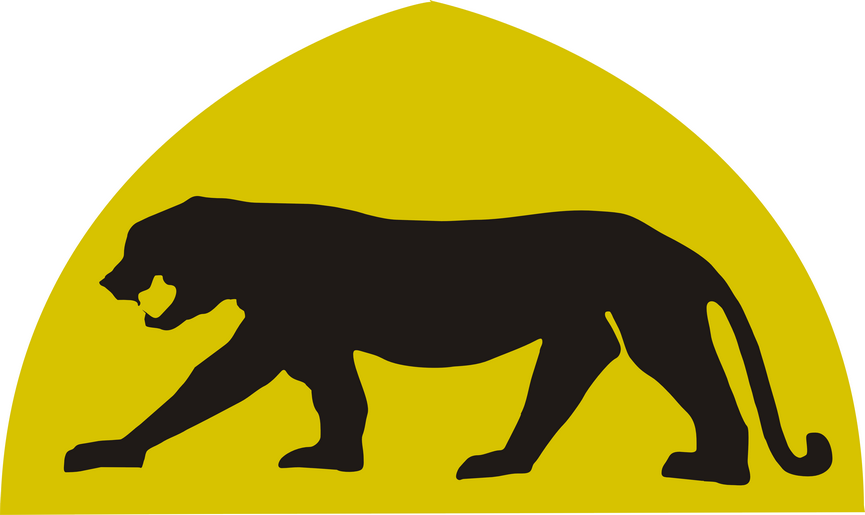
Emblema della 14ª brigata corazzata "Grande Polonia".

Wojtek con un proiettile di artiglieria, stemma dipinto sui veicoli della 22ª Compagnia rifornimenti di artiglieria

2º Corpo d'armata polacco (maggior generale Władysław Anders)
- Truppe di corpo d'armata
  - 1ª compagnia comando polacca indipendente
  - 2ª compagnia protezione comando
  - 3º reggimento esplorante "Ulani dei Carpazi"[5]
  - 1º reggimento osservatori d'artiglieria[6]
  - 7º reggimento artiglieria a cavallo[7]
  - 7º reggimento artiglieria controcarri semovente
  - 7º reggimento artiglieria contraerea leggera
  - 8º reggimento artiglieria contraerei pesante
  - 1º battaglione genio ferrovieri (formato nel 1945)
  - 10º battaglione genieri
  - 10ª compagnia pontieri
  - 301ª compagnia genio (indipendente)
  - 10º plotone artificieri
  - 11º battaglione trasmissioni
  - Battaglione guardia[8]
  - Compagnia di polizia militare
  - Sezione topografica
  - Servizio medico
  - Unità meccanici elettricisti
  - Unità rifornimenti e trasporti
  - 365ª unità materiali logistici
  - 21ª compagnia trasporti
  - 22ª compagnia trasporti
  - 23ª compagnia trasporti
  - 316ª compagnia trasporti
  - 317ª compagnia trasporti
  - 29ª compagnia ambulanze
  - Unità recupero materiali
  - 11º squadrone polizia militare
  - 12º squadrone polizia militare
  - 460º squadrone polizia militare
  - 12º tribunale militare
  - Centro addestramento complementi
  - Scuola di tattica
  - Scuola di topografia per ufficiali
  - Scuola allievi ufficiali d'artiglieria
  - Scuola allievi ufficiali di logistica
  - Scuola addestramento truppe corazzate
  - Sezione stampa
- Comando artiglieria di corpo d'armata (brigadiere generale Roman Odzierzyński)[9]
  - 9º reggimento artiglieria da campagna[10]
  - 10º reggimento artiglieria media
  - 11º reggimento artiglieria media
  - 12º reggimento artiglieria media (formato nel 1945)
  - 13º reggimento artiglieria media (formato nel 1945)
  - 663º Squadrone velivoli da osservazione (formato nel 1945)
- 3ª divisione di fanteria "Cacciatori dei Carpazi"[11] (maggior generale Bronisław Duch)
  - 1ª brigata di fanteria "Cacciatori dei Carpazi"[12]
    - 1º Battaglione di fanteria "Cacciatori dei Carpazi"
    - 2º Battaglione di fanteria "Cacciatori dei Carpazi"
    - 3º Battaglione di fanteria "Cacciatori dei Carpazi"

  - 2ª brigata di fanteria "Cacciatori dei Carpazi"
    - 4º Battaglione di fanteria "Cacciatori dei Carpazi"
    - 5º Battaglione di fanteria "Cacciatori dei Carpazi"
    - 6º Battaglione di fanteria "Cacciatori dei Carpazi"

  - 3ª brigata di fanteria "Cacciatori dei Carpazi" (formata nel 1945)
    - 7º Battaglione di fanteria "Cacciatori dei Carpazi"
    - 8º Battaglione di fanteria "Cacciatori dei Carpazi"
    - 9º Battaglione di fanteria "Cacciatori dei Carpazi"[13]

  - 12º reggimento esplorante "Ulani di Podolia"[14]
  - 1º reggimento artiglieria da campagna
  - 2º reggimento artiglieria da campagna
  - 3º reggimento artiglieria da campagna
  - 3º reggimento artiglieria controcarro
  - 3º reggimento artiglieria contraerea leggera
  - 3º battaglione trasmissioni
  - 3º battaglione genio
  - 3º battaglione mitragliatrici pesanti
  - 3ª compagnia polizia militare
  - 1ª ambulanza da campo
  - 2ª ambulanza da campo
  - 1ª compagnia trasporti
  - 2ª compagnia trasporti
  - 12ª compagnia trasporti
  - 13ª compagnia trasporti
  - 1ª officina meccanici elettricisti
  - 2ª officina meccanici elettricisti
  - 3º parco materiali logistici
  - 3º tribunale militare
  - Unità servizi
- 5ª divisione della fanteria di frontiera[15] o Quinta divisione fanteria di frontiera - est (brigadiere generale Nikodem Sulik)
  - 4ª brigata di fanteria "Volinia" (formata nel 1945)
    - 10º battaglione fanteria "Volinia"
    - 11º battaglione fanteria "Volinia"
    - 12º battaglione fanteria "Volinia"

  - 5ª brigata di fanteria "Vilna"
    - 13º Battaglione di fanteria "Rysiów"
    - 14º Battaglione di fanteria "Żbików"
    - 15º Battaglione di fanteria "Wilków"

  - 6ª brigata di fanteria "Leopoli" 
    - 16º Battaglione di fanteria "Leopoli"
    - 17º Battaglione di fanteria "Leopoli"
    - 18º Battaglione di fanteria "Leopoli"

  - 15º reggimento esplorante "Ulani di Poznań"[16]
  - 4º reggimento artiglieria da campagna di frontiera
  - 5º reggimento artiglieria da campagna "Vilna"
  - 6º reggimento artiglieria da campagna "Leopoli"
  - 5º reggimento artiglieria controcarro
  - 5º reggimento artiglieria contraerea leggera
  - 5º battaglione trasmissioni
  - 5º battaglione genio
  - 5º battaglione mitragliatrici pesanti
  - 5ª compagnia polizia militare
  - 5ª ambulanza da campo
  - 6ª ambulanza da campo
  - 5ª compagnia trasporti
  - 6ª compagnia trasporti
  - 15ª compagnia trasporti
  - 16ª compagnia trasporti
  - 5ª officina meccanici elettricisti
  - 6ª officina meccanici elettricisti
  - 5º parco materiali logistici
  - 5º tribunale militare
  - Unità servizi
- 7ª divisione di fanteria[17] (formata nel 1945)
  - 17ª brigata di fanteria 
    - 21º battaglione fanteria
    - 22º battaglione fanteria

  - 7º reggimento corazzato
  - 17º reggimento artiglieria
  - 17ª compagnia trasmissioni
  - 17ª compagnia genio
  - 517ª compagnia mitragliatrici pesanti
  - 17ª compagnia polizia militare
  - 17ª officina meccanica
  - Unità servizi
- 2ª brigata corazzata "Varsavia"[18] (brigadiere generale Bronisław Rakowski)
  - 1º reggimento corazzato "Ulani di Krechowce"[19]
  - 4º reggimento corazzato "Skorpion"
  - 6º reggimento corazzato "Figli di Leopoli"[20]
  - 9ª ambulanza da campo
  - 9º squadrone rimpiazzi
  - 9ª compagnia trasporti
  - 9ª officina meccanica
  - 9º Parco materiali
  - 9º Squadrone trasmissioni
  - 9º squadrone Polizia militare
  - Tribunale militare
  - Unità servizi
- 14ª brigata corazzata "Grande Polonia"[21] (formata nel 1945)
  - 3º reggimento corazzato "Ulani di Slesia"[22]
  - 10º reggimento corazzato "Ussari di Volinia"[23]
  - 15º reggimento corazzato "Ulani di Poznań"[24]
  - 14ª ambulanza da campo
  - 14º squadrone rimpiazzi
  - 14ª compagnia trasporti
  - 14ª officina meccanica
  - 14º parco materiali
  - 14º squadrone trasmissioni
  - 14º squadrone polizia militare
  - Tribunale militare
  - Unità servizi